# نمه سور
نمه سور (استونیایی: Neeme Suur؛ زادهٔ ۲ سپتامبر ۱۹۶۸) سیاستمدار و نماینده سابق مجلس اهل استونی است.